# Victor Fontana
Victor Fontana (Santa Maria, 16 de julho de 1916 - São Paulo, 5 de dezembro de 2017) foi um engenheiro, empresário e político brasileiro.
Diplomado em engenharia química em 1947, pela Universidade Federal do Rio Grande do Sul.
Foi engenheiro, diretor industrial e membro do conselho administrativo da empresa Sadia.
Em relação à sua carreira política já foi deputado federal por dois mandatos, na 46ª legislatura (1979 — 1983) e na 48ª legislatura (1987 — 1991), Secretário da Agricultura de Santa Catarina, Presidente da CELESC, Conselheiro da República (1989 — 1992), Presidente do BESC (1999 — 2000) e também vice-governador de Santa Catarina no governo de Esperidião Amin, de 15 de março de 1983 a 15 de março de 1987.